# SN 2010do
SN 2010do – supernowa typu Ic odkryta 1 czerwca 2010 roku w galaktyce NGC 5374. W momencie odkrycia miała maksymalną jasność 17,20m.